# Phyllachora goyazensis
Phyllachora goyazensis är en svampart som beskrevs av Henn. 1895. Phyllachora goyazensis ingår i släktet Phyllachora och familjen Phyllachoraceae.   Inga underarter finns listade i Catalogue of Life.